# Tubbs Corner
Crane, Texas è un comunità non incorporata degli Stati Uniti d'America, situata nella contea di Crane dello Stato del Texas.